# Leopold Hasner von Artha

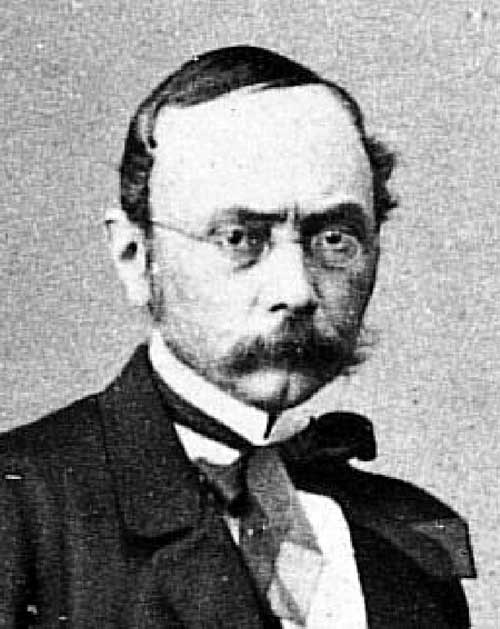
Leopold Hasner von Artha

Leopold Hasner von Artha (Praag, 15 maart 1818 - Bad Ischl, 5 juni 1891) was een Boheems-Oostenrijks jurist en politicus. Hij was de vierde minister-president van Cisleithanië, de Oostenrijkse rijkshelft van Oostenrijk-Hongarije.

## Biografie
Hij studeerde rechten in Wenen en promoveerde in 1842. Vanaf 1849 was hij buitengewoon hoogleraar in de rechtsfilosofie en vanaf 1852 gewoon hoogleraar in de politieke wetenschappen aan de Karelsuniversiteit Praag. In 1861 werd Hasner parlementair actief als lid van de Boheemse landdag en het Huis van Afgevaardigden, het Oostenrijkse lagerhuis, waarvan hij ook voorzitter werd. In 1865 nam hij als hoogleraar politieke wetenschappen aan de Universiteit van Wenen zijn academische activiteiten opnieuw op en werd hij tot hofraad benoemd. In april 1867 werd hij vervolgens tot levenslang lid van het Herenhuis, het Oostenrijkse hogerhuis, benoemd.
Vertrouwd met het openbare onderwijs aanvaardde Hasner in december 1867 de ministerportefeuille Onderwijs en Cultuur in de regering van vorst Carlos von Auersperg, het zogenaamde "burgerministerie". Hij bekleedde dit ambt tot 1 februari 1870, toen hij k.k. minister-president werd, een functie die hij uitoefende tot april dat jaar.
Beust · K. von Auersperg · Taaffe · Plener · Hasner von Artha · Potocki · Hohenwart · Holzgethan · A. von Auersperg · Stremayr · Taaffe · Windisch-Graetz · Kielmansegg · Badeni · Gautsch von Frankenthurn · Thun ·  Clary-Aldringen · Wittek · Koerber · Gautsch von Frankenthurn · Hohenlohe-Schillingsfürst · Beck · Bienerth-Schmerling · Gautsch von Frankenthurn · Stürgkh · Koerber · Clam-Martinic · Seidler von Feuchtenegg · Hussarek von Heinlein · Lammasch